# Shāhpur (ort i Indien, Madhya Pradesh, Burhanpur)
Shāhpur är en ort i Indien.   Den ligger i distriktet Burhanpur och delstaten Madhya Pradesh, i den centrala delen av landet, 800 km söder om huvudstaden New Delhi. Shāhpur ligger 253 meter över havet och antalet invånare är 19 370.
Terrängen runt Shāhpur är platt. Runt Shāhpur är det tätbefolkat, med 266 invånare per kvadratkilometer. Närmaste större samhälle är Burhānpur, 7,9 km norr om Shāhpur. Trakten runt Shāhpur består till största delen av jordbruksmark.